# Acanthochitona kimberi
Acanthochitona kimberi är en blötdjursart som först beskrevs av Torr 1912.  Acanthochitona kimberi ingår i släktet Acanthochitona och familjen Acanthochitonidae. Inga underarter finns listade i Catalogue of Life.